# Milan Svoboda
Milan Svoboda (1939-2004) fue un deportista checoslovaco que compitió en piragüismo en la modalidad de eslalon. Ganó cuatro medallas en el Campeonato Mundial de Piragüismo en Eslalon entre los años 1967 y 1971.

## Palmarés internacional
| Campeonato Mundial | Campeonato Mundial                 | Campeonato Mundial | Campeonato Mundial   |
| Año                | Lugar                              | Medalla            | Competición          |
| ------------------ | ---------------------------------- | ------------------ | -------------------- |
| 1967               | Lipno nad Vltavou (Checoslovaquia) | Medalla de oro     | C2 mixto             |
| 1969               | Bourg-Saint-Maurice (Francia)      | Medalla de oro     | C2 mixto             |
| 1969               | Bourg-Saint-Maurice (Francia)      | Medalla de oro     | C2 mixto por equipos |
| 1971               | Merano (Italia)                    | Medalla de plata   | C2 mixto             |